# José Altafini
José João Altafini (Piracicaba, Brasil; 24 de julio de 1938), conocido como Mazzola, es un exfutbolista italiano-brasileño. Es el quinto máximo goleador histórico de la liga italiana con 216 goles, por detrás de Silvio Piola, Giuseppe Meazza, Francesco Totti y Gunnar Nordahl.

## Carrera en clubes

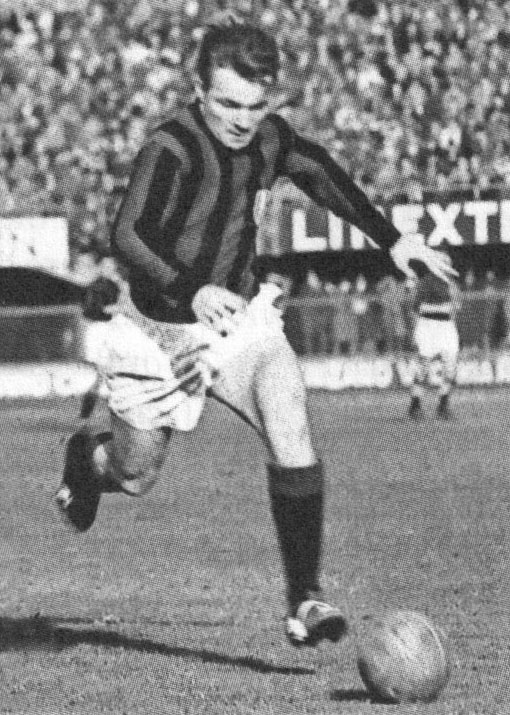
José Altafini en el Milan.

Altafini jugó en varios clubes brasileños, incluyendo el Palmeiras, antes de comenzar su carrera en Italia con el Milan en 1958. Hizo su debut el 21 de septiembre de 1958, y, en su primera temporada, jugó 32 partidos y marcó 28 goles, ganando el título durante el camino. Su primer gol en la liga vino el 5 de octubre en un partido ganado ante el Bari. El Milan ganó el título de nuevo en 1962, cuando Altafini era el máximo goleador de la liga con 22 goles en 33 partidos.

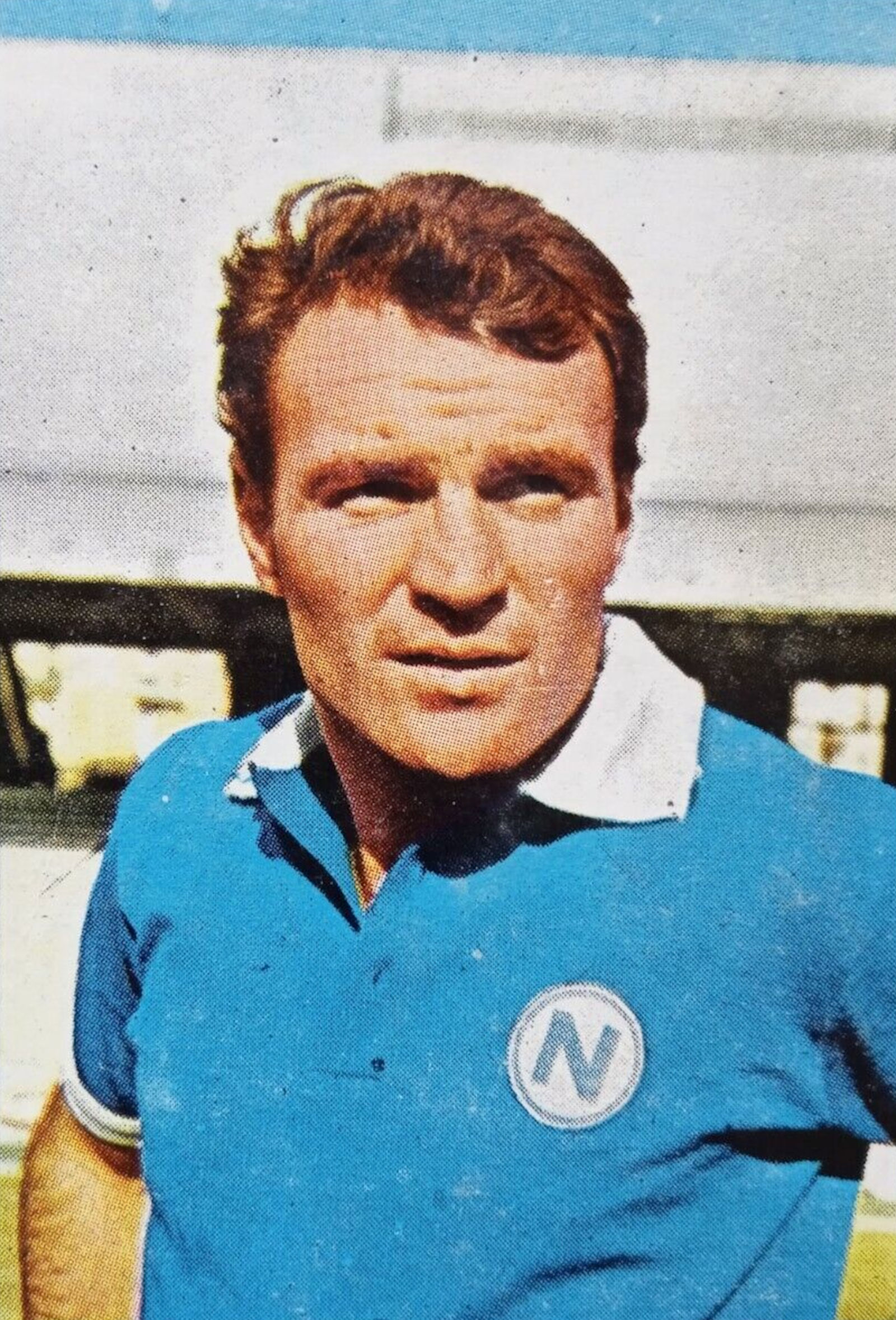
Con la camiseta del Napoli en 1965.

En 1965, Altafini se unió al Napoli, donde estuvo hasta 1972. Con los napolitanos ganó la Copa de los Alpes en 1966. En 1972, Altafini irónicamente perdió 2-0 en la final de la Copa Italia contra su anterior club, el Milan.

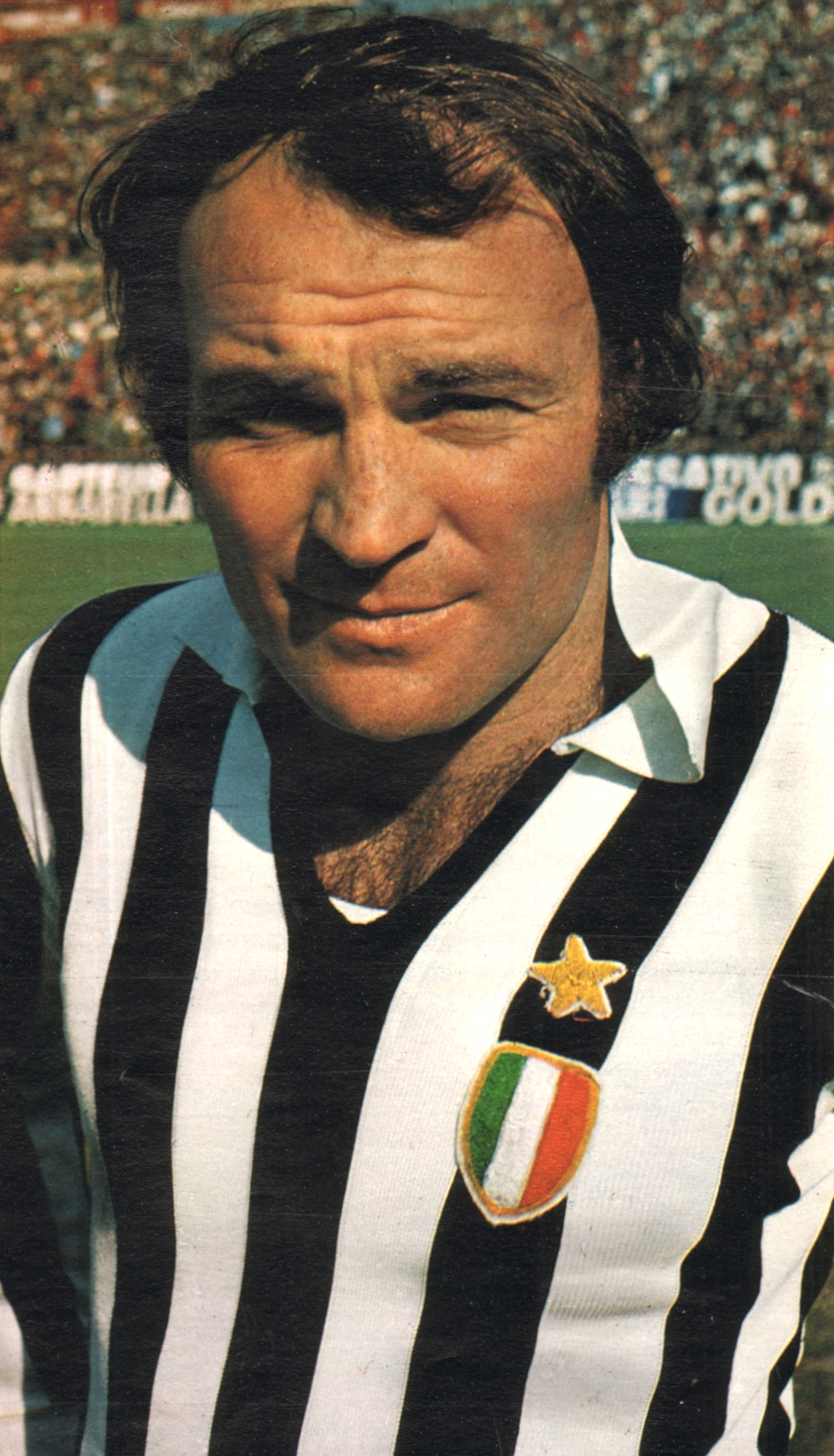
En la Juventus, temporada 1972-73.

Después de su tiempo en el Napoli, se unió a la Juventus y perdió otra final de copa en 1973. Sin embargo, ganó dos títulos más de liga: en 1973 y 1975. Cuando dejó la Juventus en 1976, Altafini había jugado 459 partidos en la Serie A y había marcado 216 goles, aunque la mayoría de estos en la parte inicial de su carrera. De hecho, sólo marcó 53 goles en sus últimas 8 temporadas en Italia, mientras que había marcado 134 en sus primeras 8 temporadas. En esa época era llamado il nonno ("el abuelo") dada su longevidad en el fútbol italiano.
Se unió al FC Chiasso y después al Mendrisio Star (ambos en Suiza) después de dejar Italia y jugó durante cuatro temporadas más antes de retirarse a la edad de 42 años. Actualmente es un conocido comentarista profesional sobre fútbol de la televisión italiana Sky Italia.

## Carrera internacional

Altafini con la selección de Brasil.

Nacido en Brasil, Altafini jugó como futbolista internacional en los equipos nacionales de Brasil e Italia. En Brasil fue apodado 'Mazzola' por su semejanza al delantero del Torino Valentino Mazzola, fallecido trágicamente en 1949 en la tragedia aérea del equipo Torino. Participó en el Mundial de Fútbol de 1958 jugando para la selección de su país natal, el campeón Brasil, con el seudónimo de "Mazzola", siendo sustituido en las últimas fases por Edvaldo Izídio, "Vavá". 

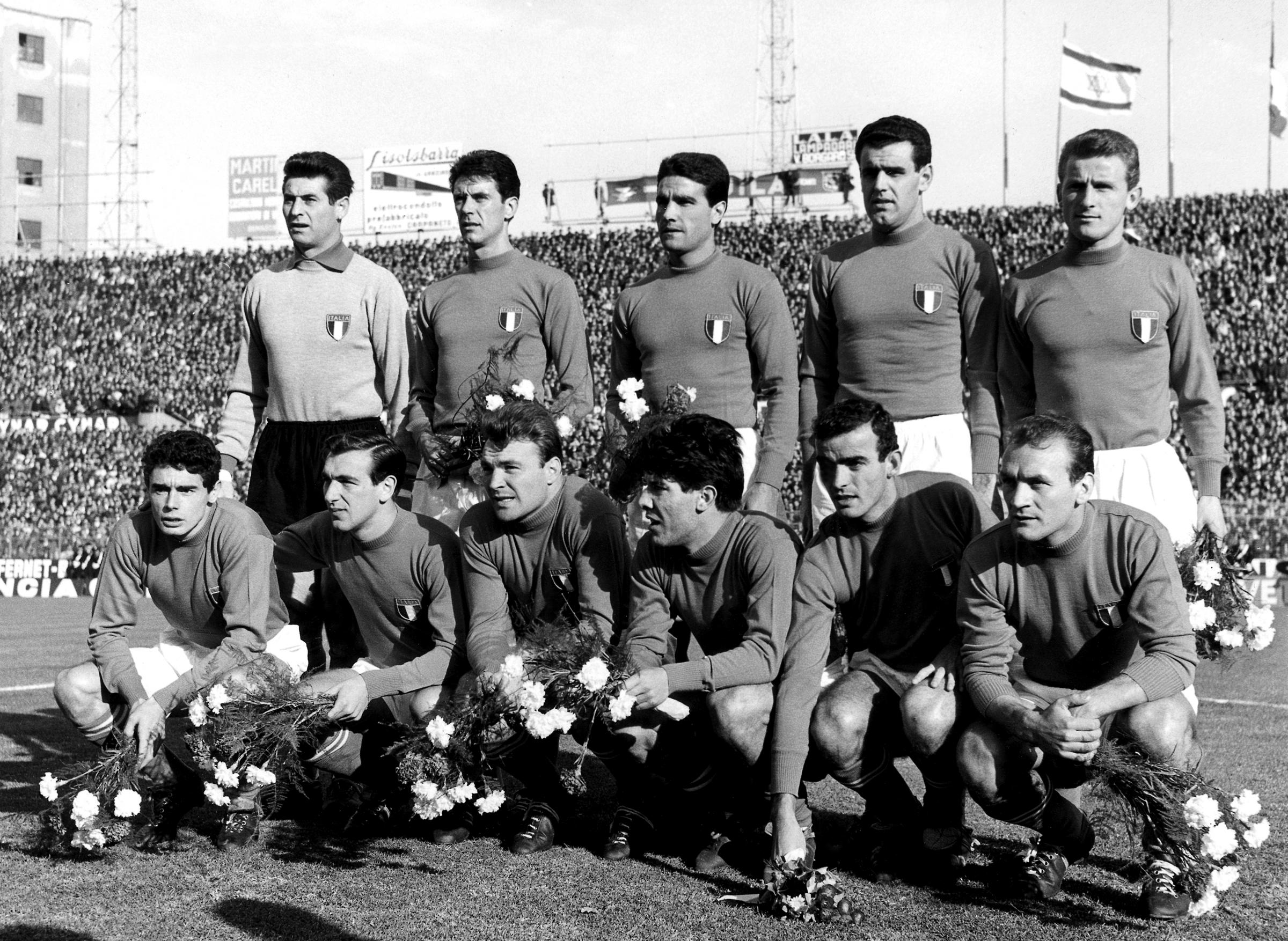
En su debut con la selección italiana.

Su debut con Italia fue contra Israel el 15 de octubre de 1961, un partido donde también marcó. Participó en el Mundial de Fútbol de 1962 para su país adoptivo, Italia.

### Participaciones en Copas del Mundo
| Mundial                        | País   | Selección | Resultado      |
| ------------------------------ | ------ | --------- | -------------- |
| Copa Mundial de Fútbol de 1958 | Suecia | Brasil    | Campeón        |
| Copa Mundial de Fútbol de 1962 | Chile  | Italia    | Fase de grupos |

## Clubes
| Club      | País   | Año       |
| --------- | ------ | --------- |
| Palmeiras | Brasil | 1956-1958 |
| Milan     | Italia | 1958-1965 |
| Napoli    | Italia | 1965-1972 |
| Juventus  | Italia | 1972-1976 |

## Palmarés

### Copas nacionales
| Título  | Equipo   | País   | Año     |
| ------- | -------- | ------ | ------- |
| Serie A | AC Milan | Italia | 1958-59 |
| Serie A | AC Milan | Italia | 1961-62 |
| Serie A | Juventus | Italia | 1972-73 |
| Serie A | Juventus | Italia | 1974-75 |

### Copas internacionales
| Título                 | Equipo (*)          | Sede       | Año  |
| ---------------------- | ------------------- | ---------- | ---- |
| Copa Mundial de Fútbol | Selección de Brasil | Suecia     | 1958 |
| Copa de Europa         | Milan               | Inglaterra | 1963 |
| Copa de los Alpes      | Napoli              | Italia     | 1966 |